# Lista de regiões ecológicas de água doce
Região ecológica de água doce ou Região biogeográfica de água doce é uma área geográfica de água doce cujas "fronteiras naturais" são definidas pela natureza (não pelo ser humano) e que se distingue de outras áreas por sua fauna (animais de água doce), flora (plantas de água doce), e outros fatores.

## Zonas Ecológicas de Água Doce classificadas pelo WWF(World Wildlife Fund)
Estas Zonas Ecológicas de água doce são baseadas nos trabalhos de Robin Abell, Michele L. Thieme, Carmen Revenga, Mark Bryer e Outros, sobretudo no artigo científico "Freshwater Ecoregions of the World: A New Map of Biogeographic Units for Freshwater Biodiversity Conservation", publicado na revista Bioscience, vol. 58, n.º 5 (maio de 2008) ("Ecorregiões de Água Doce do Mundo: Um Novo Mapa de Unidades Biogeográficas para a Conservação da Biodiversidade de Água Doce").
O "World Wildlife Fund" (WWF) identificou um total de 426 regiões ecológicas ou ecorregiões de água doce que se incluem em 8 áreas geográficas (por continentes e grandes regiões de continentes) e estas, por sua vez, incluem-se em 12 habitats principais, que são aproximadamente equivalentes aos biomas terrestres.

### Tipos de Habitat Principal
- Grandes Lagos
- Grandes Deltas de Rios
- Águas Doces de Montanha
- Águas Doces Xéricas e Bacias Endorreicas
- Rios Costeiros Temperados
- Rios Temperados de Planalto
- Rios Temperados de Várzea e Pântanos
- Rios Costeiros Tropicais e Subtropicais
- Rios Tropicais e Subtropicais de Planalto
- Rios e Pântanos de Várzea Tropical e Subtropical
- Águas Doces Polares
- Ilhas Oceânicas

### Regiões Ecológicas de Água Doce
- América do Norte (1.)
  - 1.01 Costa do Alasca
  - 1.02 Alto Yukon
  - 1.03 Alasca e Costa do Pacífico do Canadá
  - 1.04 Alto Mackenzie
  - 1.05 Baixo Mackenzie
  - 1.06 Ártico Central Costeiro
  - 1.07 Alto Saskatchewan
  - 1.08 Médio Saskatchewan
  - 1.09 Lagos Inglês-Winnipeg
  - 1,10 Sul da Baía de Hudson
  - 1.11 Baía de Hudson Ocidental
  - 1.12 Arquipélago Ártico Canadiano
  - 1.13 Baía de Hudson Oriental-Ungava
  - 1,14 Drenagem Costeira do Golfo do São Lourenço
  - 1,15 Ilhas Atlânticas Canadianas
  - 1,16 Grandes Lagos Laurencianos
  - 1,17 São Lourenço
  - 1,18 Drenagens do Atlântico Nordeste dos Estados Unidos e Sudeste do Canadá
  - 1,19 Scotia - Fundy
  - 1.20 Columbia com Glaciação
  - 1.21 Columbia sem Glaciação
  - 1.22 Alto Snake
  - 1.23 Oregon e Litoral Norte da Califórnia
  - 1.24 Lagos do Oregon
  - 1.25 Sacramento - São Joaquim
  - 1.26 Lahontan
  - 1.27 Bonneville
  - 1.28 Vale da Morte
  - 1,29 Vegas - Virgin
  - 1.30 Colorado
  - 1.31 Gila
  - 1.32 Alto Rio Grande - Bravo
  - 1.33 Pecos
  - 1.34 Rio Conchos
  - 1.35 Baixo Rio Grande - Bravo
  - 1.36 Cuatro Cienegas
  - 1.37 Rio Salado
  - 1.38 Rio San Juan (México)
  - 1.39 Golfo do Oeste do Texas
  - 1.40 Golfo do Leste do Texas
  - 1.41 Sabine - Galveston
  - 1.42 Alto Missouri
  - 1.43 Médio Missouri
  - 1.44 Planícies Meridionais dos Estados Unidos
  - 1.45 Terras Altas de Ouachita
  - 1.46 Pradaria Central
  - 1.47 Terras Altas de Ozark
  - 1.48 Alto Mississippi
  - 1.49 Baixo Mississippi
  - 1.50 Teays - Velho Ohio
  - 1.51 Cumberland
  - 1.52 Tennessee
  - 1.53 Baía de Mobile
  - 1.54 Golfo da Florida Ocidental
  - 1.55 Apalachicola
  - 1.56 Península da Florida
  - 1.57 Piemonte Apalachiano
  - 1.58 Baía de Chesapeake
  - 1.59 Costa do Sul da Califórnia - Baixa Califórnia
  - 1.60 Sonora
  - 1.61 Guzman - Samalayuca
  - 1.62 Sinaloa
  - 1.63 Mayran - Viesca
  - 1.64 Rio Santiago
  - 1.65 Lerma - Chapala
  - 1.66 Llanos de El Salado
  - 1.67 Panuco
  - 1.68 Ameca - Manantlan
  - 1.69 Rio Balsas
  - 1.70 Serra Madre do Sul
  - 1.71 Papaloapan
  - 1.72 Coatzacoalcos
  - 1.73 Grijalva - Usumacinta
  - 1.74 Alto Usumacinta
  - 1.75 Iucatão
  - 1.76 Bermudas
- América Central (2.)
  - 2.01 Chiapas - Fonseca
  - 2.02 Quintana Roo - Motagua
  - 2.03 Mosquítia
  - 2.04 Estero Real - Tempisque
  - 2.05 San Juan (Nicarágua / Costa Rica)
  - 2.06 Chiriqui
  - 2.07 Istmo do Caribe
  - 2.08 Santa Maria
  - 2.09 Chagres
  - 2.10 Rio Tuira
  - 2.11 Cuba - Ilhas Caimão
  - 2.12 Arquipélago das Baamas
  - 2.13 Jamaica
  - 2.14 Hispaniola
  - 2.15 Porto Rico - Ilhas Virgens
  - 2.16 Ilhas de Barlavento e Sotavento
  - 2.17 Ilha Cocos (Costa Rica)
- América do Sul (3.)
  - 3.01 Vertentes Andinas Norte do Pacífico - Rio Atrato
  - 3.02 Magdalena - Sinu
  - 3.03 Maracaíbo
  - 3.04 Drenagens do Caribe da América do Sul - Trinidad
  - 3.05 Altos Andes do Orinoco
  - 3.06 Piemonte do Orinoco
  - 3.07 Llanos do Orinoco
  - 3.08 Orinoco do Escudo da Guiana
  - 3.09 Delta do Orinoco e Drenagens Costeiras
  - 3.10 Essequibo
  - 3.11 Guianas
  - 3.12 Altos Andes do Amazonas
  - 3.13 Piemonte da Amazónia Ocidental
  - 3.14 Rio Negro
  - 3.15 Escudo das Guianas do Amazonas
  - 3.16 Terras Baixas do Amazonas (Baixada do Amazonas)
  - 3.17 Piemonte do Ucayali - Urubamba
  - 3.18 Piemonte de Mamoré - Madre de Dios
  - 3.19 Guaporé - Itenez
  - 3.20 Tapajós - Juruena
  - 3.21 Escudo Brasileiro do Madeira
  - 3.22 Xingu
  - 3.23 Estuário do Amazonas e Drenagens Costeiras
  - 3.24 Tocantins - Araguaia
  - 3.25 Parnaíba
  - 3.26 Caatinga do Nordeste e Drenagens Costeiras
  - 3.27 São Francisco
  - 3.28 Mata Atlântica do Nordeste
  - 3.29 Paraíba do Sul
  - 3.30 Ribeira de Iguapé
  - 3.31 Mata Atlântica do Sudeste
  - 3.32 Baixo Uruguai
  - 3.33 Alto Uruguai
  - 3.34 Lagoa dos Patos
  - 3.35 Tramandaí - Mampituba
  - 3.36 Vertentes do Pacífico Andino Central
  - 3.37 Titicaca
  - 3.38 Atacama
  - 3.39 Mar Chiquita - Salinas Grandes
  - 3.40 Cuyan - Desaguadero
  - 3.41 Vertentes do Pacífico Sul Andino
  - 3.42 Chaco
  - 3.43 Paraguai
  - 3.44 Alto Paraná
  - 3.45 Baixo Paraná
  - 3.46 Iguaçu
  - 3.47 Drenagens Bonaerenses
  - 3.48 Patagónia
  - 3.49 Lagos Valdivianos
  - 3.50 Ilhas Galápagos
  - 3.51 Ilha Juan Fernandez
  - 3.52 Fluminense
- Europa e Oriente Médio (4.)
  - 4.01 Islândia - Jan Mayen
  - 4.02 Norte das Ilhas Britânicas
  - 4.03 Costa Cantábrica - Languedoc
  - 4.04 Europa Central e Ocidental
  - 4.05 Drenagem do Mar da Noruega
  - 4.06 Drenagens do Báltico Setentrional
  - 4.07 Drenagem do Mar de Barents
  - 4.08 Terras Baixas do Báltico Meridional
  - 4.09 Lago Onega - Lago Ladoga
  - 4.10 Volga - Ural
  - 4.11 Drenagens do Cáspio Ocidental
  - 4.12 Península Ibérica Ocidental
  - 4.13 Península Ibérica Meridional
  - 4.14 Península Ibérica Oriental
  - 4.15 Drenagens do Golfo de Veneza
  - 4.16 Península Italiana e Ilhas
  - 4.17 Alto Danúbio
  - 4.18 Dniester - Baixo Danúbio
  - 4.19 Dalmácia
  - 4.20 Drenagens do Sudeste do Adriático
  - 4.21 Drenagens Jónicas
  - 4.22 Vardar
  - 4.23 Trácia
  - 4.24 Drenagens do Mar Egeu
  - 4.25 Dnieper - Bug do Sul
  - 4.26 Península da Crimeia
  - 4.27 Don
  - 4.28 Kuban
  - 4.29 Anatólia Ocidental
  - 4.30 Anatólia Setentrional
  - 4.31 Anatólia Central
  - 4.32 Anatólia Meridional
  - 4.33 Transcaucásia Ocidental
  - 4.34 Kura - Drenagens do Cáspio Sul
  - 4.35 Sinai
  - 4.36 Levante Costeiro
  - 4.37 Orontes
  - 4.38 Rio Jordão
  - 4.39 Costa Sudoeste da Arábia
  - 4.40 Interior da Arábia
  - 4.41 Baixo Tigre e Eufrates
  - 4.42 Alto Tigre e Eufrates
  - 4.43 Montanhas de Omã
  - 4.44 Lago Van
  - 4.45 Lago Úrmia (Orumiyeh)
  - 4.46 Planalto do Cáspio
  - 4.47 Namak
  - 4.48 Desertos Kavir e Lut
  - 4.49 Esfahan
  - 4.50 Planície de Turan
  - 4.51 Drenagens de Hormuz do Norte
  - 4.52 Marinha do Cáspio
  - 4.53 Delta do Volga - Drenagens do Norte do Cáspio
- África e Madagáscar (5.)
  - 5.01 África do Noroeste Atlântica
  - 5.02 África do Noroeste Mediterrânica
  - 5.03 Saara
  - 5.04 Sael Seco
  - 5.05 Baixo Níger-Benue
  - 5.06 Delta do Níger
  - 5.07 Alto Níger
  - 5.08 Delta do Níger Interior
  - 5.09 Senegal - Gâmbia
  - 5.10 Fouta - Djalon
  - 5.11 Alta Guiné do Norte
  - 5.12 Alta Guiné do Sul
  - 5.13 Monte Nimba
  - 5.14 Eburneo
  - 5.15 Ashanti
  - 5.16 Volta
  - 5.17 Drenagem do Golfo da Guiné
  - 5.18 Drenagens do Norte do Golfo da Guiné - Bioko
  - 5.19 Lagos da Cratera Equatorial Ocidental
  - 5.20 Lago Chade
  - 5.21 Bacia do Lago Vitória
  - 5.22 Alto Nilo
  - 5.23 Baixo Nilo
  - 5.24 Delta do Nilo
  - 5.25 Terras Altas da Etiópia
  - 5.26 Lago Tana
  - 5.27 Drenagens do Mar Vermelho Ocidental
  - 5.28 Fenda Leste do Norte (Rift Leste do Norte)
  - 5.29 Corno de África
  - 5.30 Lago Turkana
  - 5.31 Shebelle - Juba
  - 5.32 Ogooue - Nyanga - Kouilou - Niari
  - 5.33 Drenagens do Sul do Golfo da Guiné
  - 5.34 Sangha
  - 5.35 Congo Sudânico - Oubangi
  - 5.36 Uele
  - 5.37 Cuvette Centrale
  - 5.38 Tumba
  - 5.39 Rápidos / Corredeiras do Alto Congo
  - 5.40 Alto Congo
  - 5.41 Terras Altas Albertinas
  - 5.42 Lago Tanganica
  - 5.43 Malagarasi - Moyowosi
  - 5.44 Bangweulu - Mweru
  - 5.45 Lualaba Superior
  - 5.46 Kasai
  - 5.47 Mai Ndombe
  - 5.48 Malebo Pool
  - 5.49 Rápidos / Corredeiras do Baixo Congo
  - 5.50 Baixo Congo
  - 5.51 Cuanza
  - 5.52 Namibe
  - 5.53 Etosha
  - 5.54 Dolinas do Karstveld
  - 5.55 Nascentes do Zambeze
  - 5.56 Planícies de Inundação do Alto Zambeze
  - 5.57 Kafue
  - 5.58 Médio Zambeze - Luangwa
  - 5.59 Lago Malawi
  - 5.60 Highveld do Zambeze
  - 5.61 Baixo Zambeze
  - 5.62 Mulanje
  - 5.63 Terras Altas do Zimbabwe Oriental
  - 5.64 Costa Leste de África
  - 5.65 Lago Rukwa
  - 5.66 Fenda Sudeste (Rift Sudeste)
  - 5.67 Tana, Athi e Drenagem Costeira
  - 5.68 Pangani
  - 5.69 Okavango
  - 5.70 Calaári
  - 5.71 Calaári do Sul
  - 5.72 Orange Ocidental
  - 5.73 Karoo
  - 5.74 Drakensberg - Terras Altas Maloti
  - 5.75 Highveld Temperado do Sul
  - 5.76 Lowveld do Zambeze
  - 5.77 Amatolo - Terras Altas Winterberg
  - 5.78 Cabo Fold
  - 5.79 Madagáscar do Oeste
  - 5.80 Madagáscar do Noroeste
  - 5.81 Terras Altas Orientais de Madagáscar
  - 5.82 Madagáscar do Sul
  - 5.83 Planícies Orientais de Madagáscar
  - 5.84 Comores - Mayotte
  - 5.85 Seychelles
  - 5.86 Mascarenhas
  - 5.87 São Tomé e Príncipe - Annobon
- Ásia do Norte (6.)
  - 6.01 Irgurgai
  - 6.02 Ob
  - 6.03 Alto Irtysh
  - 6.04 Chuya
  - 6.05 Ienissei
  - 6.06 Lago Baikal
  - 6.07 Península de Taimyr
  - 6.08 Lena
  - 6.09 Kolyma
  - 6.10 Anadyr
  - 6.11 Chukotka Oriental
  - 6.12 Koryakia
  - 6.13 Kamchatka e Curilas do Norte
  - 6.14 Costa de Okhotsk
  - 6.15 Amur Costeiro
  - 6.16 Baixo Amur
  - 6.17 Médio Amur
  - 6.18 Argun
  - 6.19 Shilka (Amur)
  - 6.20 Rio Songhua (Songhua Jiang)
  - 6.21 Bacias Endorreicas da Mongólia Interior
  - 6.22 Mongólia Ocidental
  - 6.23 Dzungaria
  - 6.24 Balkash - Alakul
  - 6.25 Bacia de Tarim
  - 6.26 Baixo e Médio Syr Darya
  - 6.27 Lago Issyk - Alto Chu (Issyk Kul - Alto Chu)
  - 6.28 Terras Altas do Centro-Norte da Ásia
  - 6.29 Drenagem do Mar de Aral
  - 6.30 Médio Amu Darya
  - 6.31 Alto Amu Darya
  - 6.32 Qaidan
  - 6.33 Alto Rio Amarelo (Alto Huang He)
  - 6.34 Corredor do Alto Rio Amarelo (Corredor do Alto Huang He)
  - 6.35 Grande Curva do Rio Amarelo (Grande Curva do Huang He)
  - 6.36 Baixo Rio Amarelo (Baixo Huang He)
  - 6.37 Rio Liao (Liao He)
  - 6.38 Drenagens do Mar Amarelo Oriental
  - 6.39 Península Coreana do Sudeste
  - 6.40 Hamgyong - Sanmaek
  - 6.41 Sacalina, Hokkaido e Sikhote - Costa de Alin
  - 6.42 Honshu - Shikoku - Kyushu
  - 6.43 Biwa Ko
- Ásia do Sul (7.)
  - 7.01 Baluchistan
  - 7.02 Helmand - Sistan
  - 7.03 Baixo e Médio Indo
  - 7.04 Yaghistan
  - 7.05 Sopé do Himalaia do Indo
  - 7.06 Alto Indo
  - 7.07 Drenagens Endorreicas do Planalto Tibetano
  - 7.08 Namuda - Tapi
  - 7.09 Planície e Delta do Ganges
  - 7.10 Ganges, Sopé do Himalaia
  - 7.11 Alto Bramaputra
  - 7.12 Médio Bramaputra
  - 7.13 Planalto do Decão do Norte
  - 7.14 Planalto do Decão do Sul
  - 7.15 Gates Ocidentais
  - 7.16 Gates do Sudeste
  - 7.17 Zona Seca do Sri Lanka
  - 7.18 Zona Húmida do Sri Lanka
  - 7.19 Montes Chin - Costa Arakan
  - 7.20 Sitang - Irawaddy
  - 7.21 Alto Salween
  - 7.22 Médio e Baixo Salween
  - 7.23 Lago Inle
  - 7.24 Alto Lancang (Mekong)
  - 7.25 Er Hai
  - 7.26 Baixo Lancang (Mekong)
  - 7.27 Planalto Khorat (Mekong)
  - 7.28 Kratie - Stung Treng (Mekong)
  - 7.29 Delta do Mekong
  - 7.30 Annam do Sul
  - 7.31 Drenagens do Golfo da Tailândia Oriental
  - 7.32 Chao Phraya
  - 7.33 Rio Mae (Mae Khlong)
  - 7.34 Vertente Leste da Península Malaia
  - 7.35 Sumatra Centro-Norte - Malásia Ocidental
  - 7.36 Aceh
  - 7.37 Vertente do Oceano Índico de Sumatra e Java
  - 7.38 Centro-Sul de Sumatra
  - 7.39 Sumatra Meridional - Java Ocidental
  - 7.40 Java Central e Oriental
  - 7.41 Kapuas
  - 7.42 Bornéu Noroeste
  - 7.43 Terras Altas do Bornéu
  - 7.44 Bornéu Nordeste
  - 7.45 Bornéu Oriental
  - 7.46 Bornéu Sudeste
  - 7.47 Molucas (Malukku)
  - 7.48 Ilhas de Sunda Menores
  - 7.49 Celebes (Sulawesi)
  - 7.50 Lagos Malili
  - 7.51 Lago Poso
  - 7.52 Mindanau
  - 7.53 Lago Lanau
  - 7.55 Ilhas Filipinas do Norte
  - 7.56 Palawan - Busuanga - Mindoro
  - 7.57 Taiwan Ocidental
  - 7.58 Taiwan Oriental
  - 7.59 Hainan
  - 7.60 Annam do Norte
  - 7.61 Song Hong
  - 7.62 Lagos de Yunnan
  - 7.63 Rio das Pérolas (Xi Jiang)
  - 7.64 Alto Yangtze
  - 7.65 Médio Yangtze
  - 7.66 Baixo Yangtze
  - 7.67 Fujian Costeira - Zhejiang
  - 7.68 Ilhas Andamão
  - 7.69 Ilhas Nicobar
- Austrália e Pacífico (8.)
  - 8.01 Sudoeste da Austrália
  - 8.02 Pilbara
  - 8.03 Kimberley
  - 8.04 Paleo
  - 8.05 Arafura - Carpentária
  - 8.06 Bacia do Lago Eyre
  - 8.07 Austrália Costeira Oriental
  - 8.08 Murray - Darling
  - 8.09 Drenagens do Estreito de Bass
  - 8.10 Sul da Tasmânia
  - 8.11 Nova Zelândia
  - 8.12 Vogelkop - Bomberai
  - 8.13 Costa Norte da Nova Guiné
  - 8.14 Montanhas Centrais da Nova Guiné / Papuásia
  - 8.15 Terras Baixas do Sudoeste da Nova Guiné - Trans-Fly
  - 8.16 Península de Papua
  - 8.17 Arquipélago de Bismarck
  - 8.18 Ilhas Salomão
  - 8.19 Vanuatu
  - 8.20 Nova Caledónia
  - 8.21 Fiji
  - 8.22 Wallis - Futuna
  - 8.23 Samoa
  - 8.24 Ilhas da Sociedade (Tōtaiete mā)
  - 8.25 Ilhas Tubuai
  - 8.26 Ilhas Marquesas (Te Henua ʻEnana)
  - 8.27 Rapa (Rapa Iti)
  - 8.28 Ilhas Havaianas (Hawai'i)
  - 8.29 Ilhas Carolinas Orientais
  - 8.30 Ilhas Carolinas Ocidentais

### Literatura
- Abell, Robin Abell; Michele L. Thieme, Carmen Revenga, Mark Bryer et al (2008). "Freshwater Ecoregions of the World: A New Map of Biogeographic Units for Freshwater Biodiversity Conservation" Bioscience Vol. 58 No. 5, May 2008, pp. 403–414. ()
- Blanchette M, Green ED, Miller W, Haussler D. (2004) Reconstructing large regions of an ancestral mammalian genome in silico. Genome Res. 2004 Dec;14(12):2412-23. ()
- Cox, C. Barry; Peter D. Moore (1985). Biogeography: An Ecological and Evolutionary Approach (Fourth Edition). Blackwell Scientific Publications, Oxford.
- Ma J, Zhang L, Suh BB, Raney BJ, Burhans RC, Kent WJ, Blanchette M, Haussler D, Miller W. (2006) Reconstructing contiguous regions of an ancestral genome. Genome Res. 2006 Dec;16(12):1557-65. Epub 2006 Sep 18.()
- Morrone, J.J. 2002. Biogeographic regions under track and cladistic scrutiny. J. Biogeogr. 29: 149-152.
- Pielou, E.C. (1979): Biogeography
- Schultz, J.: Die Ökozonen der Erde, Ulmer Stuttgart, 3rd ed. 2002 (1st ed. 1988). ISBN 3-8252-1514-8
- Schultz, J.: Handbuch der Ökozonen, Ulmer Stuttgart 2000. ISBN 3-8252-8200-7
- Schultz, J.: The Ecozones of the World, Springer, Berlin Heidelberg New York, 2n ed. 2005. ISBN 3-540-20014-2
- Schultz, J. 2007. The Ecozones of the World. Traducido al inglés por B. Ahnert. Segunda Edición. Springer, Verlag, Netherlands.
- Taberlet, P.; R. Cheddadi 2002. Quaternary Refugia and Persistence of Biodiversity (in Science's Compass; Perspectives). Science, New Series 297:5589:2009-2010.
- Udvardy, M. D. F. (1975). A classification of the biogeographical provinces of the world. IUCN Occasional Paper no. 18. Morges, Switzerland: IUCN.
- Waddell PJ, Kishino H, Ota R (2001) A phylogenetic foundation for comparative mammalian genomics. Genome Inform Ser Workshop Genome Inform 12: 141–154.
- Waddell, P.J., Okada, N., & Hasegawa, M. (1999) Towards resolving the interordinal relationships of placental mammals. Systematic Biology 48(1):1-5 [M. Uhen/M. Uhen]
- William J. Murphy, Eduardo Eizirik, Mark S. Springer et al., Resolution of the Early Placental Mammal Radiation Using Bayesian Phylogenetics,Science, Vol 294, Issue 5550, 2348-2351, 14 December 2001.

### Internet
- Website do IPCC (Intergovernmental Panel on Climate Change) e seu Quarto Relatório